# Velika nagrada Argentine 1957
Velika nagrada Argentine 1957 je bila prva dirka Svetovnega prvenstva Formule 1 v sezoni 1957. Odvijala se je 13. januarja 1957.
Carlos Menditéguy se je prvič v karieri uvrstil na stopničke, Alessandro de Tomaso je odpeljal prvo dirko v karieri, Eugenio Castellotti, Cesare Perdisa in Alfonso de Portago pa svojo zadnjo.

## Dirka
| Poz | Št | Dirkač                                          | Konstruktor | Krogi | Čas/Odstop | Št. m. | Toč |
| --- | -- | ----------------------------------------------- | ----------- | ----- | ---------- | ------ | --- |
| 1   | 2  | Juan Manuel Fangio                              | Maserati    | 100   | 3:00:55,9  | 2      | 8   |
| 2   | 6  | Jean Behra                                      | Maserati    | 100   | + 18,3 s   | 3      | 6   |
| 3   | 8  | Carlos Menditeguy                               | Maserati    | 99    | +1 krog    | 8      | 4   |
| 4   | 22 | Harry Schell                                    | Maserati    | 98    | +2 kroga   | 9      | 3   |
| 5   | 20 | Alfonso de Portago José Froilán González        | Ferrari     | 98    | +2 kroga   | 10     | 1   |
| 6   | 18 | Cesare Perdisa Peter Collins Wolfgang von Trips | Ferrari     | 98    | +2 kroga   | 11     |     |
| 7   | 24 | Jo Bonnier                                      | Maserati    | 95    | +5 krogov  | 13     |     |
| 8   | 4  | Stirling Moss                                   | Maserati    | 93    | +7 krogov  | 1      | 1   |
| 9   | 26 | Alessandro de Tomaso                            | Ferrari     | 91    | +9 krogov  | 12     |     |
| 10  | 28 | Luigi Piotti                                    | Maserati    | 90    | +10 krogov | 14     |     |
| Ods | 14 | Eugenio Castellotti                             | Ferrari     | 75    | Kolo       | 4      |     |
| Ods | 16 | Mike Hawthorn                                   | Ferrari     | 35    | Sklopka    | 7      |     |
| Ods | 12 | Luigi Musso                                     | Ferrari     | 31    | Sklopka    | 6      |     |
| Ods | 10 | Peter Collins                                   | Ferrari     | 26    | Sklopka    | 5      |     |